# Dacia Duster (P1310)
Dacia Duster (P1310) — субкомпактный кроссовер, выпускаемый румынским автопроизводителем Dacia и его материнской компанией Renault. Является третьим поколением Renault Duster и преемником Renault Duster второго поколения.

## История
В октябре 2020 года компания Dacia подтвердила, что планирует замену Renault Duster второго поколения. Сообщалось, что дизельных двигателей в моторной гамме не будет.
В 2023 году на дорогах общего пользования было замечено несколько прототипов, проходивших испытания. В июне 2023 года было заявлено, что началось производство предсерийных моделей в рамках подготовки к серийному производству.
Презентация автомобиля состоялась 29 ноября 2023 года в Португалии, а публичная демонстрация намечена на февраль 2024 года на Женевском автосалоне. За два дня до презентации в сети были опубликованы фотографии экстерьера и рекламный трейлер.

## Технические характеристики
| Название                   | Код                        | Объём                      | Цилиндров                  | Мощность                                                  | Трансмиссия                | Ёмкость аккумулятора       | Заметки                    |
| Бензиновые / Газомоторные: | Бензиновые / Газомоторные: | Бензиновые / Газомоторные: | Бензиновые / Газомоторные: | Бензиновые / Газомоторные:                                | Бензиновые / Газомоторные: | Бензиновые / Газомоторные: | Бензиновые / Газомоторные: |
| -------------------------- | -------------------------- | -------------------------- | -------------------------- | --------------------------------------------------------- | -------------------------- | -------------------------- | -------------------------- |
| 1.0 ECO-G 100              | H4Dt                       | 999 см3                    | 3                          | 74 кВт (100 л. с.)                                        | 6-скор. МКПП               | –                          | Euro 6d                    |
| Гибридные:                 |                            |                            |                            |                                                           |                            |                            |                            |
| 1.2 TCe 130                | HR12                       | 1199 см3                   | 3                          | 95 кВт (130 л. с.)                                        | 6-скор. МКПП               | 0,9 кВт·ч                  | Euro 6d                    |
| 1.6 Hybrid 140             | H4M                        | 1598 см3                   | 4                          | 69 кВт (94 л. с.) Суммарная мощность: 103 кВт (140 л. с.) | 4-скор. АКПП               | 1,2 кВт·ч                  | Euro 6d                    |
| Дизельные:                 |                            |                            |                            |                                                           |                            |                            |                            |
| dCi                        |                            |                            |                            |                                                           | 6-скор. МКПП               | –                          | Продаётся только в Марокко |

## Галерея

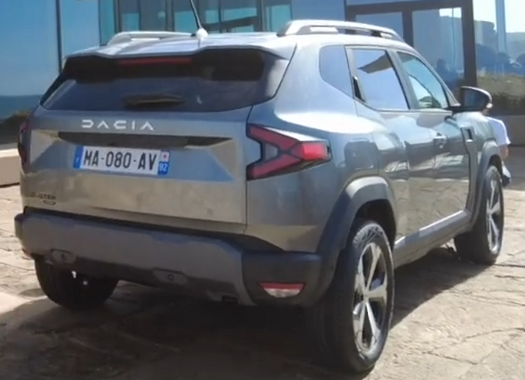
Вид сзади
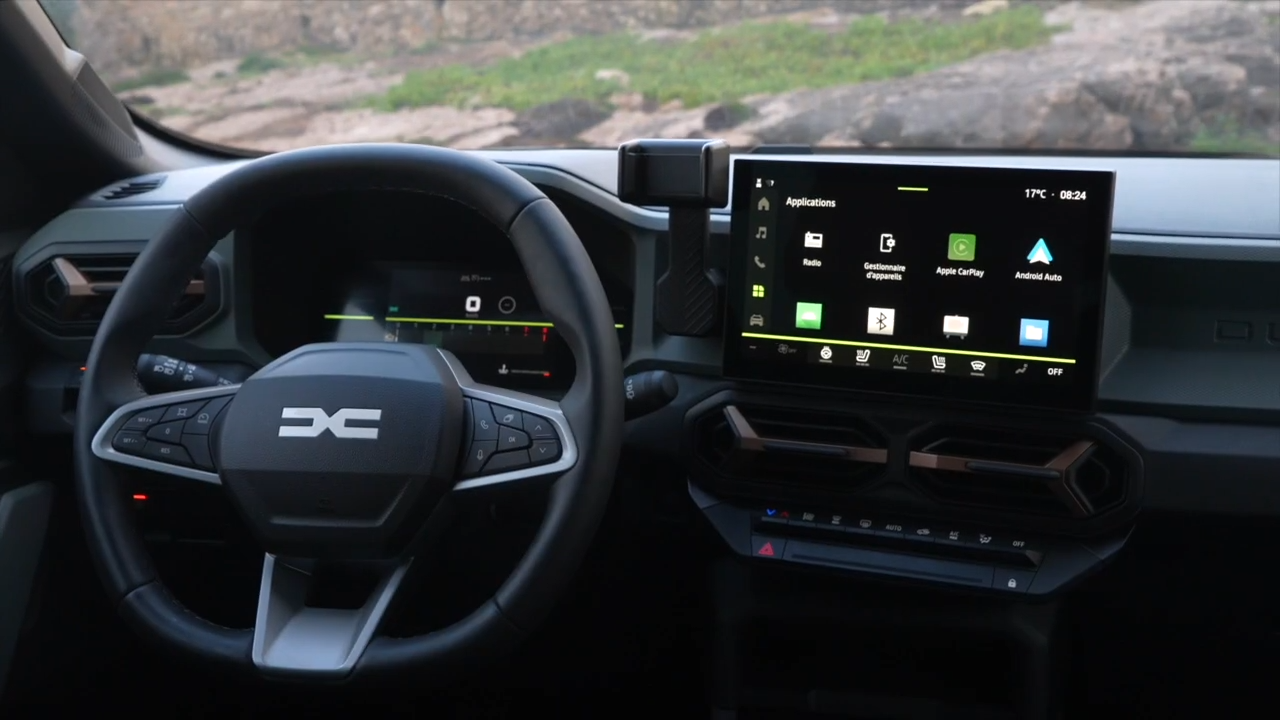
Интерьер